# Feminismo radical

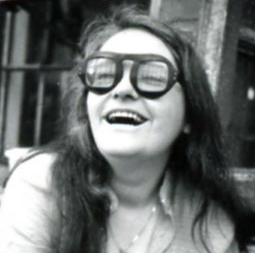
Kate Millett, escritora, profesora, artista y activista feminista radical.

El feminismo radical es una rama dentro del movimiento feminista que sostiene que la raíz de la desigualdad social es el patriarcado, definido como el sistema de opresión del hombre sobre la mujer. Esta corriente exige un reordenamiento radical de la sociedad en el que se elimine la supremacía masculina en todos los contextos sociales y económicos, al tiempo que se reconoce que las experiencias de las mujeres también se ven afectadas por otras divisiones sociales como la raza, la clase y la orientación sexual.
El feminismo radical  aboga por el  abolicionismo de la prostitución, de la pornografía, de la gestación subrogada y del género.
El feminismo radical surgió en Estados Unidos a finales de la década de 1960, durante la segunda ola del feminismo. Las radicales identificaron como centros de la dominación patriarcal esferas de la vida que hasta entonces se consideraban «privadas». A ellas corresponde el mérito de haber revolucionado la teoría política al analizar las relaciones de poder que estructuran la familia y la sexualidad, que sintetizaron en un eslogan: lo personal es político. Consideraban que todos los varones, y no solo la parte élite, recibían beneficios económicos, sexuales y psicológicos del sistema patriarcal, pero en general acentuaban la dimensión psicológica de la opresión. Así lo refleja el manifiesto fundacional de las New York Radical Feminists, Politics of the Ego (1969): «Pensamos que el fin de la dominación masculina es obtener satisfacción psicológica para su ego y que sólo secundariamente esto se manifiesta en las relaciones económicas».

## Antecedentes
A finales de la década de los sesenta se vivía un creciente descontento con el sistema capitalista y colonialista, que desembocaría en movilizaciones sociales en países occidentales como las llevadas a cabo en las protestas contra la guerra de Vietnam o en el Mayo del 68 francés, que inspirarían a toda una generación de jóvenes en Europa y América. 
En Estados Unidos, el denominado «sueño dorado» llegaría a su fin con la muerte de Kennedy, las guerras en el sureste asiático y la falta de confianza en los gobiernos. Al malestar generalizado se sumó lo que en 1963 Betty Friedan denominó «el problema que no tiene nombre» en su libro La mística de la feminidad. Por ello, si bien el movimiento de mujeres se encuadró en sus orígenes en las protestas sociales emergentes de la época, sus objetivos los rebasaron.
Las relaciones del movimiento feminista con los dos grupos de protesta más importantes de aquellos años, el Student Nonviolent Coordinating Commitee (SNCC), comprometido con los derechos de los negros, y el Students for a Democratic Society (SDS), implicado en los derechos sociales y en las manifestaciones contra la guerra de Vietnam, fueron complejas. Las mujeres aprendieron a estar presentes en estos movimientos, a salir del rol doméstico de los años 50 pero no todas se encontraban cómodas en estos nuevos espacios identificando las claves de las relaciones de poder. Las organizaciones estaban dominadas por hombres que eran críticos con la cultura norteamericana pero que aceptaban el sexismo presente en esa cultura.

"La frustración y el malestar de las mujeres dentro de los grupos de izquierda podemos resumirlos en dos frentes: la práctica política y organizativa y las cuestiones teóricas. En el primer aspecto, las mujeres se encontraron con una marginación de sus actividades y una reproducción de la división sexual del trabajo. Dentro de las organizaciones eran relegadas a los trabajos menores. Como señala Lydia Sargent parafraseando a Betty Friedan-, después de limpiar y decorar las oficinas, preparar las cenas de los activistas, fotocopiar panfletos, contestar teléfonos, etc. no podían dejar de preguntarse: ¿Y esto era todo? (Sargent, 1981). La cuestión de quién limpiaba la oficina se convertía así en una cuestión política). Por otro lado las mujeres se enfrentaban a su invisibilización como líderes, a que los debates estuvieran dominados por hombres y a que sus voces no fueran tomadas en cuenta (...) La clase constituía el eje prioritario en el análisis de la opresión, y el género o, en su defecto, el sexismo, o bien era objeto de bromas o no era objeto de consideración teórica"
Silvina Álvarez y Cristina Sánchez en "Feminismos. Debates teóricos contemporáneos". (2001)

Las mujeres activistas debatieron sobre si debía crearse un ala en el propio movimiento u organizarse de manera autónoma.

## Marco teórico

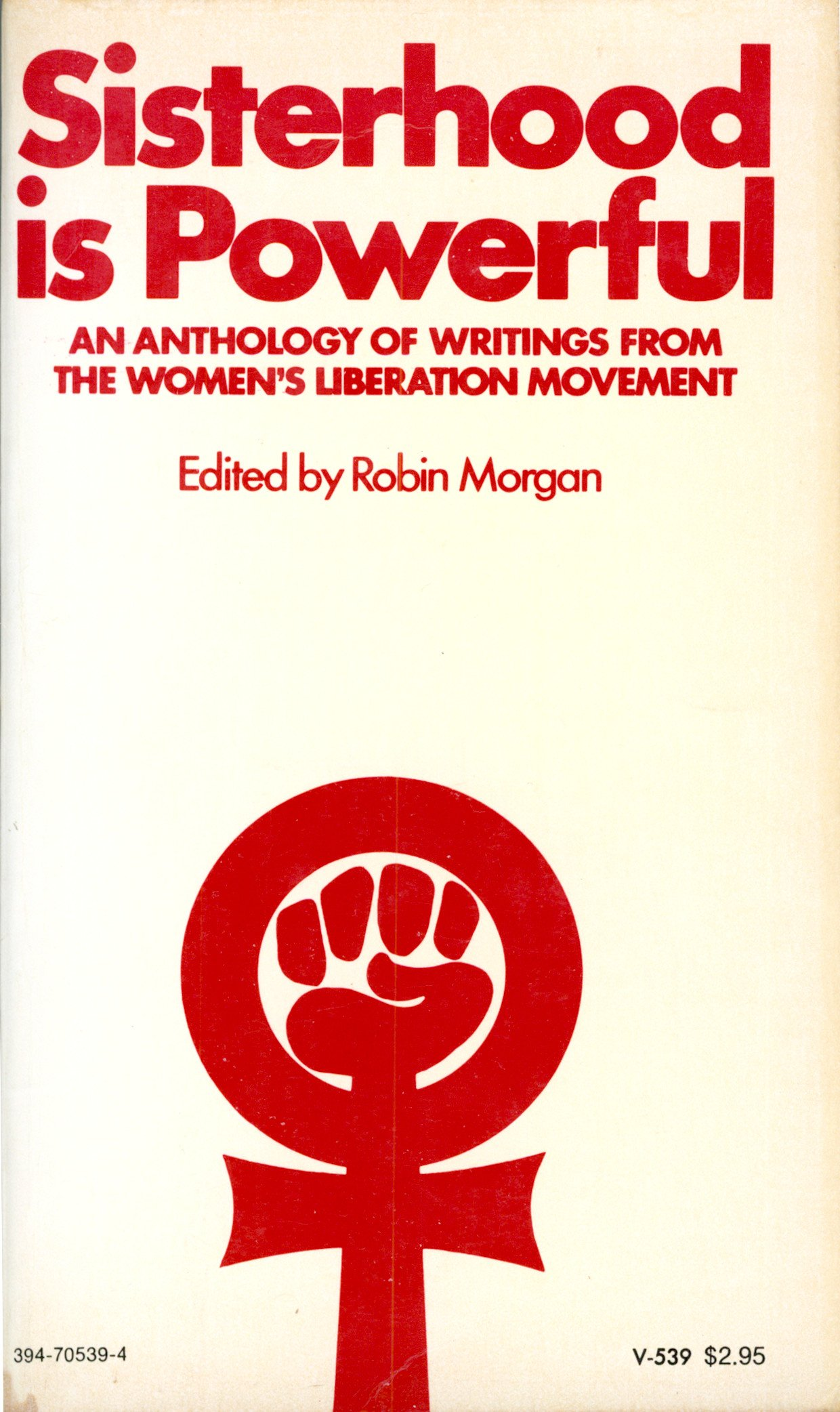
Sisterhood is Powerful, una antología que hizo de punto de encuentro al pensamiento feminista radical que se gestó en los 60.

El feminismo radical hace hincapié en la liberación de las mujeres y analiza la opresión ejercida por los hombres hacia las mujeres de manera estructural y sistémica. El feminismo radical "veía la opresión de las mujeres como la primera, la más antigua y la forma de opresión primaria".
Muchas mujeres que formaban parte de los movimientos de emancipación y justicia social que surgieron a finales de los 60 se sintieron decepcionadas por el papel al que estaban relegadas en ellos y decidieron organizarse. Así, la primera decisión política del feminismo radical fue la separación de los varones y la constitución del Movimiento de Liberación de la Mujer.
El marco teórico del feminismo radical fue reflejado por dos obras fundamentales publicadas en 1970: Política sexual de Kate Millett y La dialéctica del sexo de Shulamith Firestone, obras que acuñaron conceptos fundamentales para el análisis feminista posterior, como patriarcado, género y casta sexual:

Armadas de las herramientas teóricas del marxismo, el psicoanálisis y el anticolonialismo, estas obras [Política sexual y La dialéctica del sexo] acuñaron conceptos fundamentales para el análisis feminista como el de patriarcado, género y casta sexual. El patriarcado se define como un sistema de dominación sexual que se concibe, además, como el sistema básico de dominación sobre el que se levanta el resto de las dominaciones, como la de clase y raza. El género expresa la construcción social de la feminidad y la casta sexual alude a la común experiencia de opresión vivida por todas las mujeres.
Ana de Miguel

Ambas autoras además de su producción teórica también tuvieron una activa participación en los diversos movimientos de mujeres, algo muy frecuente entre las feministas radicales. En ese sentido, la socióloga feminista estadounidense Kathleen Barry escribe que «[l]a teoría feminista radical es el producto de una comunidad de feministas y surge de la interacción de teoría y praxis […] Si bien hay diferencias entre nuestras diversas perspectivas teóricas, hay una cosa en la que todas estamos de acuerdo: el poder colectivo e individual del patriarcado […] es el fundamento de la subordinación de las mujeres».
Otra de las obras clave del feminismo radical estadounidense fue Sisterhood is Poweful, publicado en 1970, una antología de escritos de grupos políticos y grandes autoras de la segunda ola del feminismo. Este libro, editado por Robin Morgan, condensaba grandes hitos del pensamiento feminista del momento y llamaba a la acción en todos los ámbitos que abarcaba, los cuales incluyen desde el lugar de las mujeres en distintas profesiones y en la academia hasta el registro de distintas voces racializadas y documentos históricos de distintos colectivos, pasando por la reivindicación de la poesía feminista o la crítica a las instituciones de la familia, el matrimonio y la heterosexualidad.

## Aportaciones

### Grupos de autoconciencia
Algunas especialistas en historia del feminismo consideran que una de las aportaciones más significativas del movimiento feminista radical fue la organización en grupos de autoconciencia. 
Las constituyentes del movimiento feminista radical usaron estos grupos como una herramienta fundamental para conseguir sus objetivos.Muchas autoras han destacado la capacidad de estos grupos para llevar a la práctica la premisa de que "lo personal es político" y otras, como Sarah Hoagland, han reivindicado la contraposición de estos con la psicoterapia, pues los grupos de autoconciencia hacen que unas mujeres se impliquen con las otras y vean que su padecimiento nace o depende de un sistema opresivo, mientras que la psicoterapia personaliza los problemas de las mujeres y las culpabiliza por su opresión mientras las separa de otras mujeres para tener una relación de dependencia y diferencia de poder con la/el psicoterapeuta.
Esta práctica comenzó en el New York Radical Women (1967). Kathie Sarachild fue quien le dio el nombre de consciousness raising. Consistía en que cada mujer del grupo explicase las formas en que experimentaba y sentía su opresión. El propósito de estos grupos era «despertar la conciencia latente que [...] todas las mujeres tenemos sobre nuestra opresión»[cita requerida] para propiciar «la reinterpretación política de la propia vida»[cita requerida] y poner las bases para su transformación. Con la autoconciencia también se pretendía que las mujeres de los grupos se convirtieran en expertas en su opresión: estaban construyendo la teoría desde la experiencia personal y no solamente desde el filtro de las ideologías previas.[cita requerida] Otra función importante de estos grupos fue la de contribuir a la revalorización de la palabra y las experiencias de un colectivo sistemáticamente inferiorizado y humillado a lo largo de la historia.

## Reivindicaciones
- Abolicionismo de la prostitución: Para el feminismo radical, la prostitución debe ser abolida, es decir, eliminada de forma permanente, no prohibida, porque es una institución patriarcal basada en la desigualdad entre varones y mujeres. Esta corriente teórica considera que la explotación sexual y la prostitución son fenómenos inescindibles cercanos al maltrato o abuso sexual. Considera a la prostitución como un sistema de opresión sexista, racista y clasista. Se opone a la constante represión policial que sufren las mujeres que la ejercen y a la desaparición de mujeres, secuestradas por redes de trata con fines de explotación sexual. Considera especialmente a la trata como una violación de los derechos humanos y que la mayoría de las personas en situación de prostitución son víctimas de la trata. No se puede hablar de libre elección por cuanto las mujeres que se prostituyen lo hacen en un contexto de vulnerabilidad social que influye en su supuesto consentimiento.

- Abolicionismo de la pornografía: El feminismo radical entiende la pornografía como un ejemplo claro de la cultura de la violación y promueve leyes de protección y prohibición.[14]

- Abolicionismo de la gestación subrogada: El feminismo radical defiende que la gestación subrogada, también conocida como alquiler de vientres, es una forma de violencia contra las mujeres. La gestación subrogada la entienden como explotación reproductiva hacia el cuerpo de las mujeres más vulnerables. Además de tráfico de menores, convierten a las mujeres y a los recién nacidos en objetos de comercio.[15]

- Abolición del género: El feminismo radical defiende que el sexo es una realidad biológica y el género en cambio, es un conjunto de normas, una serie de creencias y formas de actuar o reaccionar en la sociedad que están en el imaginario colectivo y son otorgadas y asignadas de forma educacional y social según el sexo con el que se nace.[16]
- Abolición de la heterosexualidad: Uno de los principales análisis del feminismo radical es el de la función que cumple la sexualidad patriarcalmente construida en la subordinación de las mujeres. Las lesbianas se reivindicaron dentro del movimiento en el acto acometido por la Lavender Menace (posteriormente llamadas Radicalesbians) en el Second Congress to Unite Women, realizado el 1 de mayo de 1970, en el que difundieron el texto The Woman-Identified Woman. Después de su análisis surgieron una serie de escritos por parte de feministas radicales destinados a problematizar y criticar la heterosexualidad en tanto que institución opresiva. El más propagado fue Heterosexualidad obligatoria y existencia lesbiana, de Adrienne Rich, pero también surgió crítica en Reino Unido con Love Your Enemy? The Debate Between Heterosexual Feminism and Political Lesbianism, de las Leeds Revolutionary Feminists y en otros países en los que el debate era previo (Francia) y en territorios de América como Canadá y México o de Europa como España, destacando la figura de Gretel Ammann. La crítica a la heterosexualidad se volvió un estándar del feminismo radical, pese a las controversias, y fue reivindicada por figuras como Andrea Dworkin o Ti-Grace Atkinson, que siendo ella misma heterosexual afirmó que "tácticamente, cualquier feminista debería luchar hasta la muerte por el lesbianismo debido a su importancia estratégica"[17]

## Críticas y controversias

### Vandalismo
Algunos detractores del feminismo radical han manifestado su rechazo ante ciertos grupos minoritarios dentro del feminismo radical que en manifestaciones por el 8M generan destrozos y vandalismo hacia comercios, monumentos y locales públicos.
Por su parte, algunas feministas radicales justifican el vandalismo como “una forma de visibilizar los problemas que acongoja a las mujeres y no pasar desapercibidas”.
Cabe destacar que no todas las feministas radicales utilizan estos medios en las marchas.

### Identidad de género
Dentro del feminismo también hay división, puesto que hay distintas posturas sobre diversos temas de interés feminista. Uno de los puntos más controvertidos es la Identidad de Género, del cual algunas feministas radicales están totalmente en contra, alegando que las mujeres trans no deben ser consideradas mujeres ante la ley, pues esto, según ellas, supondría un problema.
Por su parte, otras feministas, liberales, sí están a favor, acusan a las opositoras de intolerantes y utilizan el calificativo peyorativo TERF.